# Festival Internacional del Nuevo Cine Latinoamericano de La Habana 2018
La 40 edición del Festival Internacional del Nuevo Cine Latinoamericano de La Habana se celebró del 6 al 16 de diciembre de 2018 en La Habana.

## Jurados

### Ficciones
- Luis Puenzo
- Sergio Hernández
- Jean-Christophe Berjon
- Jorge Fons
- Isabel Santos
- Lúcia Murat

### Opera Prima
- Frank Padrón
- Laura Imperiale
- Jean Jean

### Animados y Carteles
- Carlos Gómez Salamanca
- Rita Basulto
- Lilian Llanes

### Documental
- Marcel Beltrán
- Enrique Gabriel
- Juan Carlos Rulfo

### Guion
- Manuel Pérez Estremera
- Arturo Arango
- Manuel Gutiérrez Aragón

## Sección Oficial

### Competencia ficciones
(20 películas a concurso)
| Título                 | Director                              | País              |
| ---------------------- | ------------------------------------- | ----------------- |
| Joel                   | Carlos Sorín                          | Brasil            |
| Sangre blanca          | Bárbara Sarasola-Day                  | Argentina         |
| Rojo                   | Benjamín Naishtat                     | Argentina Brasil  |
| El Ángel               | Luis Ortega                           | Argentina España  |
| Ausada                 | Gonzalo Tobal                         | México            |
| Ferrugem               | Aly Muritiba                          | Brasil            |
| Domingo                | Clara Linhart y Fellipe Barbosa       | Brasil            |
| Tarde para morir joven | Dominga Sotomayor                     | Chile             |
| Niña errante           | Rubén Mendoza                         | Colombia          |
| Pájaros de verano      | Ciro Guerra y Cristina Gallego        | Colombia          |
| Inocencia              | Alejandro Gil                         | Cuba              |
| Nido de mantis         | Arturo Sotto                          | Cuba              |
| Insumisas              | Fernando Pérez Valdés y Laura Cazador | Cuba              |
| Las niñas bien         | Alejandra Márquez Abella              | México            |
| Museo                  | Alonso Ruizpalacios                   | México            |
| Cómprame un revólver   | Julio Hernández Cordón                | Argentina         |
| Nuestro tiempo         | Carlos Reygadas                       | México            |
| La noche de 12 años    | Álvaro Brechner                       | Uruguay Argentina |
| Belmonte               | Federico Veiroj                       | México            |
| Yo, imposible          | Patricia Ortega                       | Venezuela         |

## Palmarés[1]·[2]
- Gran Premio Coral: Pájaros de verano de Ciro Guerra y Cristina Gallego
- Premio Especial del Jurado (ex-æquo) : Inocencia de Alejandro Gil, Nido de mantis de Arturo Sotto y Insumisas de Fernando Pérez Valdés y Laura Cazador
- Mejor Director : Carlos Reygadas por Nuestro tiempo
- Mejor Actriz: Ilse Salas, por Las niñas bien
- Mejor Actor: Lorenzo Ferro, por El Ángel
- Mejor Guion: Carlos Sorín por Joel
- Mejor Fotografía:  Diego García, por Nuestro tiempo
- Mejor Edición: Irene Blecua y Nacho Ruiz Capillas, por La noche de 12 años
- Mejor Sonido: Nacho Royo-Villanova, Martin Touron y Eduardo Esquide, por La noche de 12 años
- Mejor Música Original: Leonardo Heiblum, por Pájaros de verano
- Mejor Dirección Artística: Mariela Ripodas, por Sangre blanca

| Predecesor: Festival Internacional del Nuevo Cine Latinoamericano de La Habana 2017 | Festival Internacional del Nuevo Cine Latinoamericano de La Habana 2018 | Sucesor: Festival Internacional del Nuevo Cine Latinoamericano de La Habana 2019 |